# Caragobius rubristriatus
Caragobius rubristriatus es una especie de peces de la familia de los Gobiidae en el orden de los Perciformes.

## Hábitat
Es un pez de clima tropical y bentopelígico 

## Distribución geográfica
Se encuentra en el Pacífico occidental: Australia. 

## Observaciones
Es inofensivo para los humanos. 